# Streetart in Curaçao

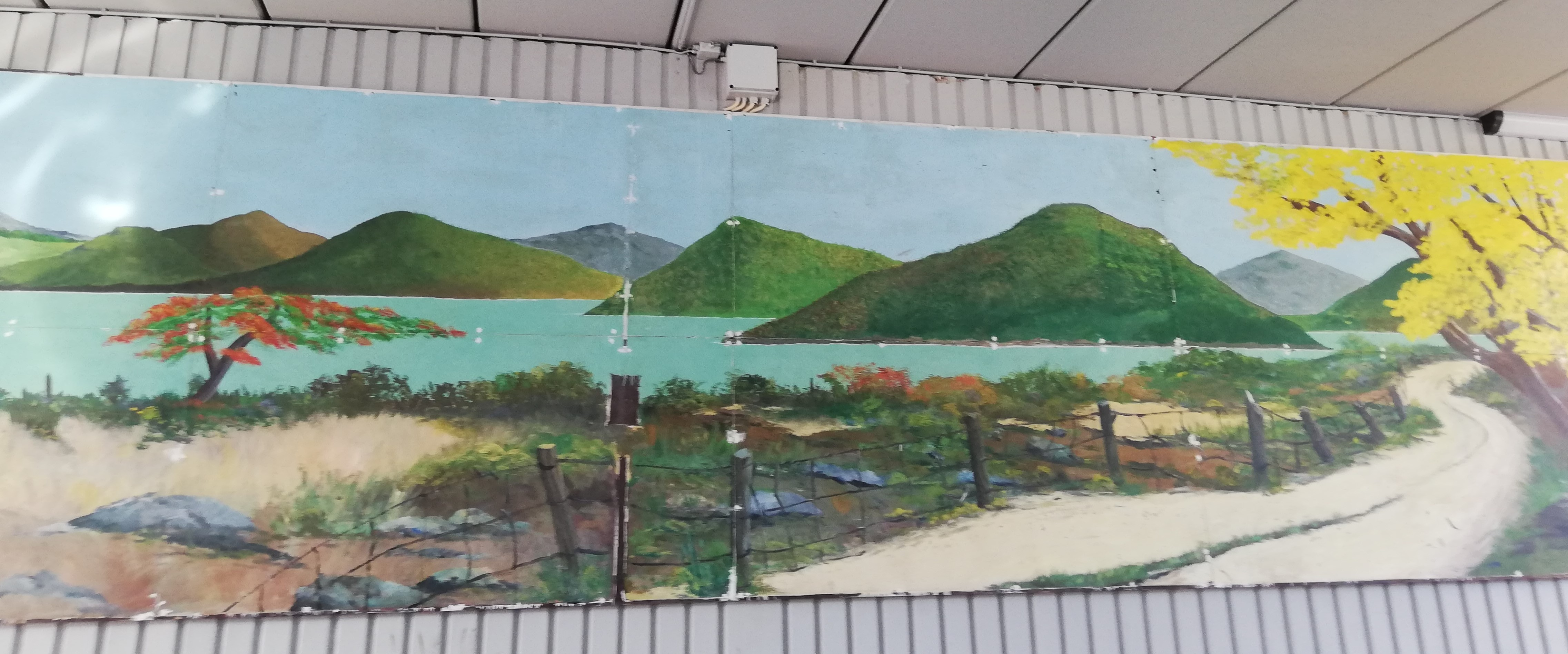
Groot Santa Martha door Grupo Kadushi onder leiding van Luigi Pinedo

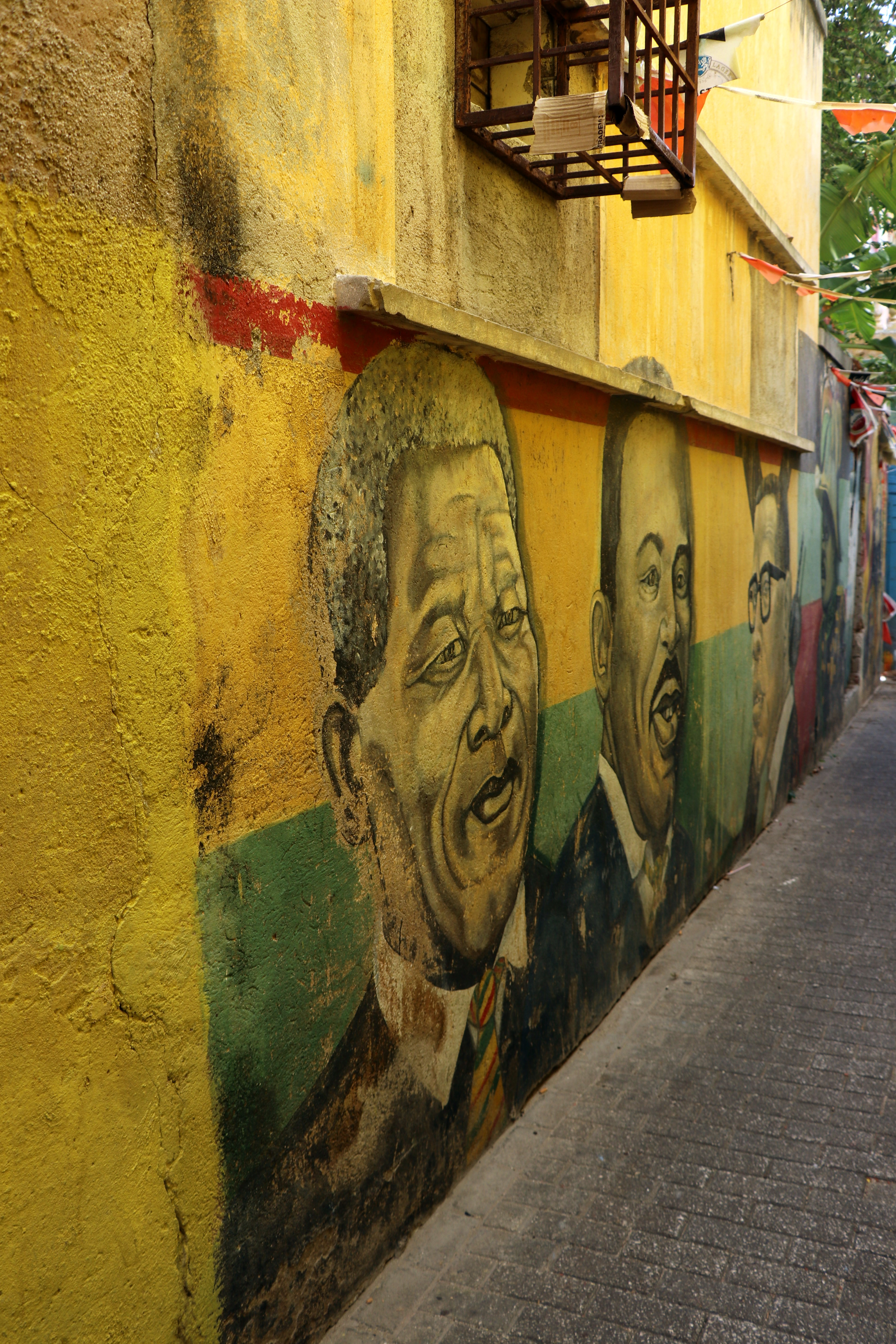
Trinta di mei door Ras Elijah

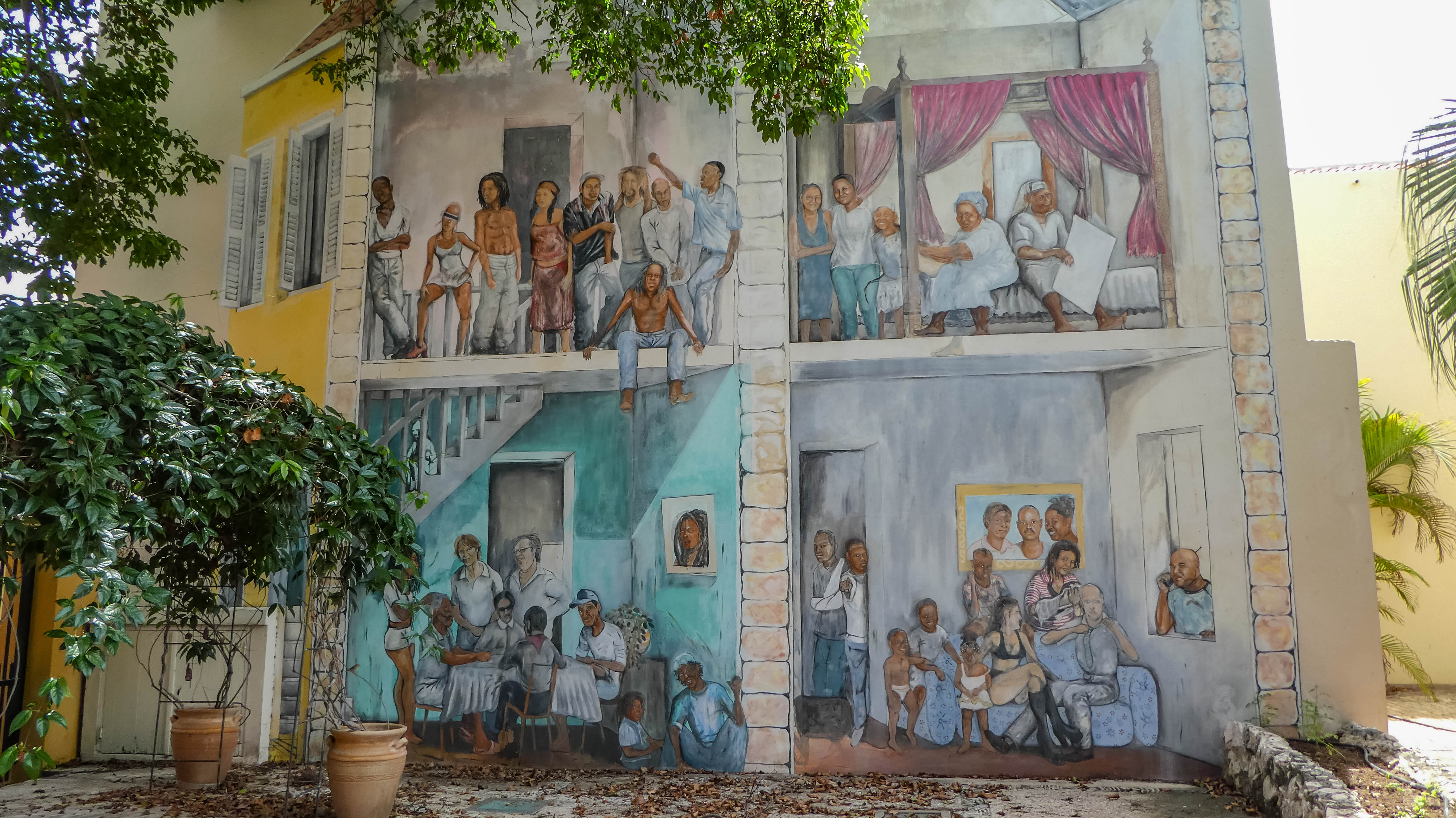
Afbeelding van de vroegere buurtbewoners in Kurá Hulanda, door Ras Elijah

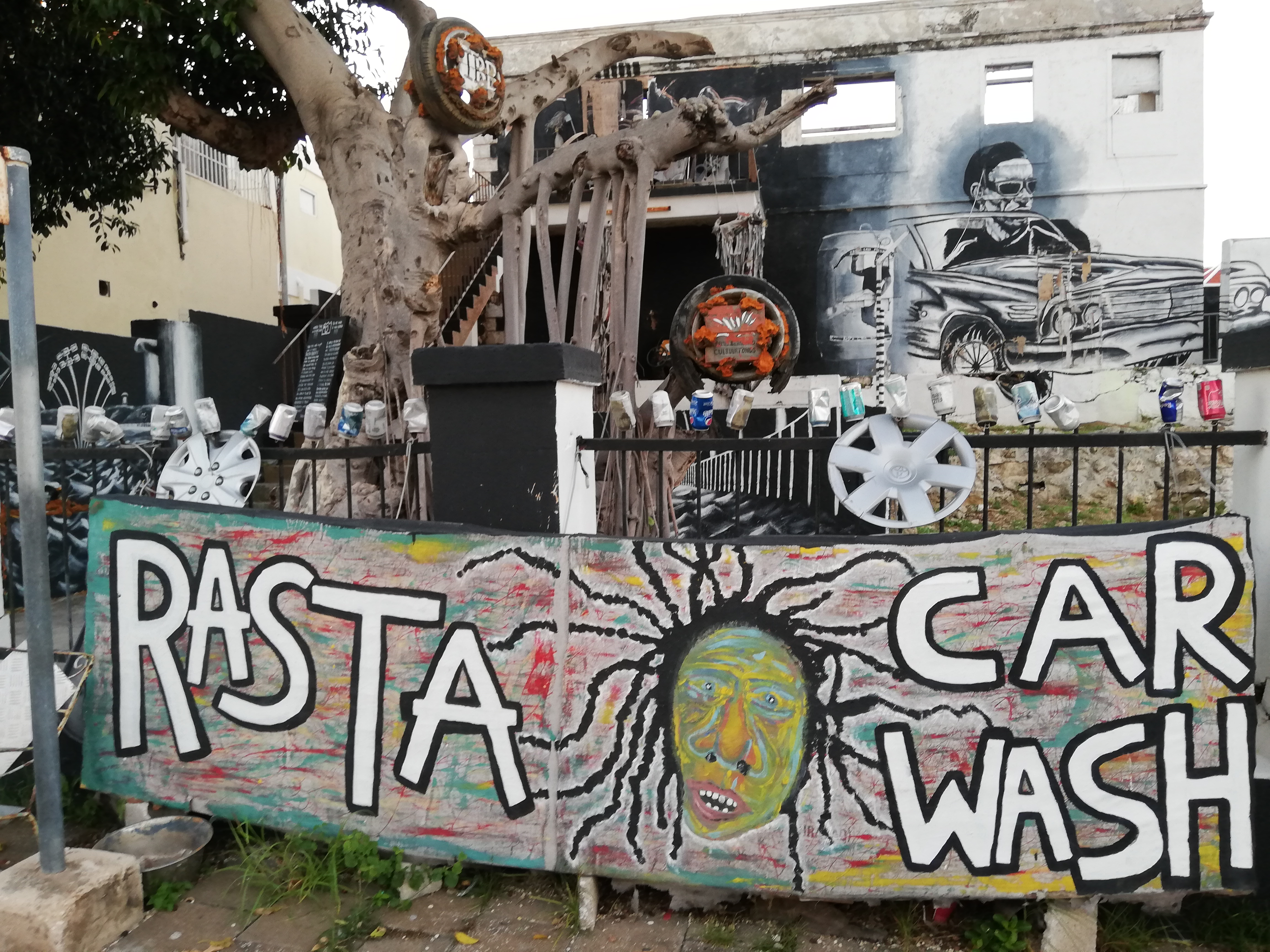
Muurschildering door studenten van het Instituto Buena Bista in Otrobanda

Streetart in Curaçao behelst honderden muurschilderingen, beelden en installaties in Willemstad en daarbuiten, deels in opdracht vervaardigd en deels spontaan gemaakt.
De oudste muurschildering is wellicht Groot Santa Martha van Luigi Pinedo uit 1944, onder een viaduct. Ook de muurschilderingen van Dolf Henkes op Curaçao International Airport en die van Ras Elijah (pseudoniem van Earl Nicolaas) in Scharloo en Otrobanda behoren tot de oudste. In 1996 legde Ras Elijah de gebeurtenissen van 30 mei 1969 vast op een muurschildering in de Bayonetstraat, een steegje in Otrobanda. Het is een portrettengalerij waarbij Papa Godett, Amador Nita en Stanley Brown staan afgebeeld naast Nelson Mandela, Martin Luther King en Haile Selassie. In 1997 en 1998 maakte hij twee grote muurschilderingen in Kurá Hulanda.
Sinds de jaren tien van de 21e eeuw wordt straatkunst ook ingezet ten behoeve van stadsvernieuwing en bewustwording. De muurschilderingen in Otrobanda zijn hiervan een aansprekend voorbeeld. In 2017 maakten studenten van het Instituto Buena Bista een muurschildering en een aantal installaties rond het thema Rasta Car Wash. Naast een leerervaring voor de studenten was het doel de sfeer in de wijk te verbeteren. De wijkbewoners werden zo veel mogelijk bij het project betrokken. Ieder jaar worden tijdens de Kaya Kaya-festivals kunstwerken toegevoegd, zowel door professionele als door autodidacte kunstenaars.

## Kaya Kaya-festivals
Kaya Kaya is een instrument voor stadspromotie en gemeenschapsontwikkeling door middel van het opruimen en verfraaien van Otrobanda. Sinds augustus 2018 wordt elk half jaar één straat aangepakt. In de maanden voorafgaand aan het festival werkt de buurt samen om hem op te knappen met kunst, cultuur en meer. Op de dag van het festival wordt een straatfeest gehouden met muziek, theater, kunst, eten en dans met en voor de lokale bewoners. Fundashon Ser’i Otrobanda, opgericht door ondernemer Kurt Schoop in 2012, heeft kunstenaars zoals Giovanni Abath, Ailsa Anastatia, Sander van Beusekom, Carlos Blaaker, Avantia Damberg, Johanna Franco Zapata, Jhomar Loaiza, Garrick Marchena en Francis Sling opdracht gegeven voor kunstwerken als onderdeel van het festival. Irsaidy Recordino heeft in augustus 2019 de ontwerpwedstrijd van de Maduro & Curiel's Bank gewonnen met haar Bisti e Brel Positivo (Zet een positieve bril op). Het is uitgevoerd door autodidacte schilders die meer werk op hun naam hebben staan onder de naam Art Heals Foundation. Ze hebben met elk Kaya Kaya-festival meegedaan.
De organisatie zoekt sponsors bij lokale bedrijven zoals ENNIA-verzekeringen. De Antilliaanse Verffabriek en andere bedrijven sponsoren in natura met verf, bouwmaterialen en dergelijke. In overleg met de lokale woningbouw (FKP) wordt tijdens ieder festival ook een aantal huizen opgeknapt, en op de lange termijn wordt de hele straat opgeknapt.

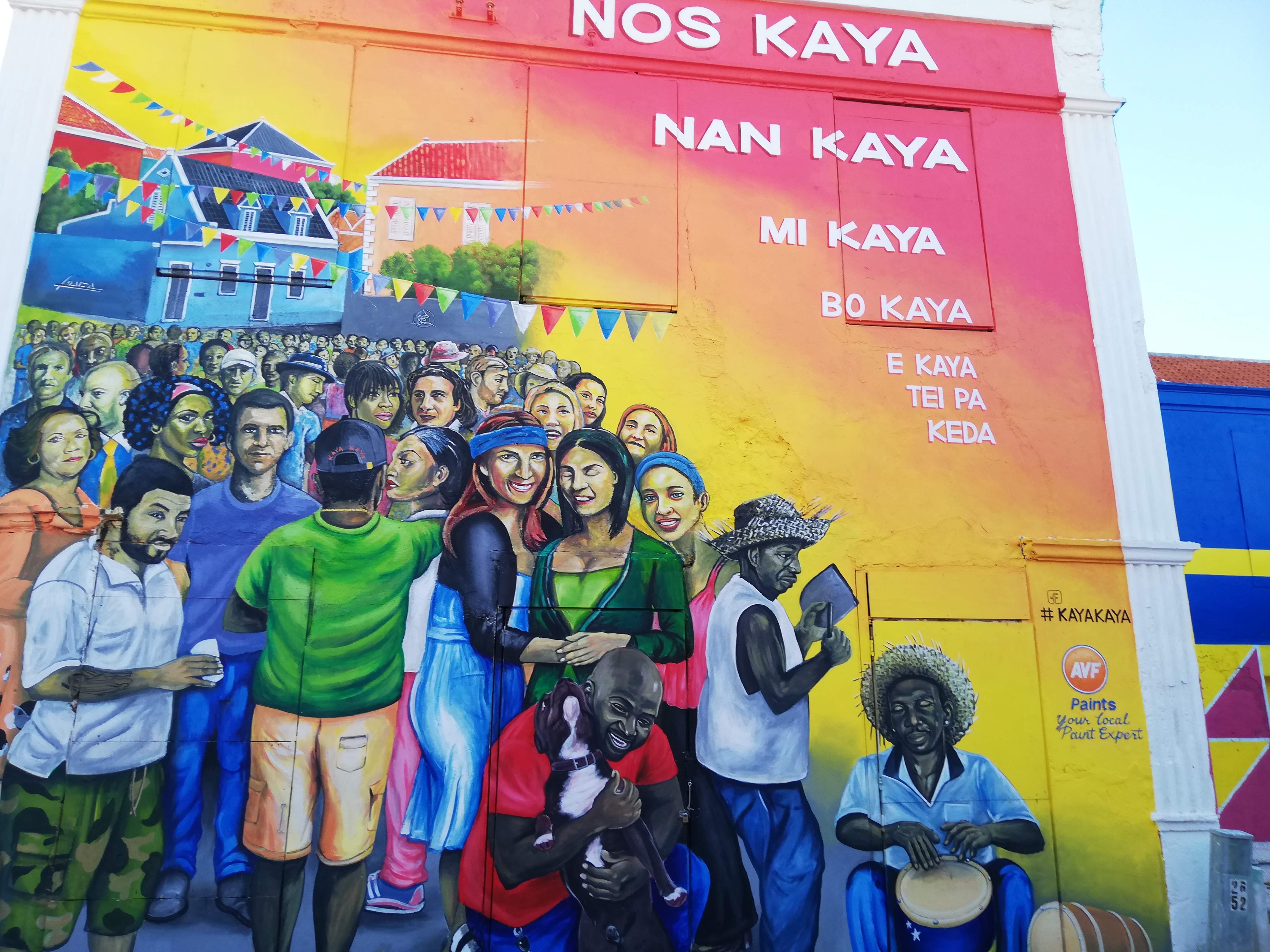
Muurschildering door Mervin Hous en Jhomar Loaiza
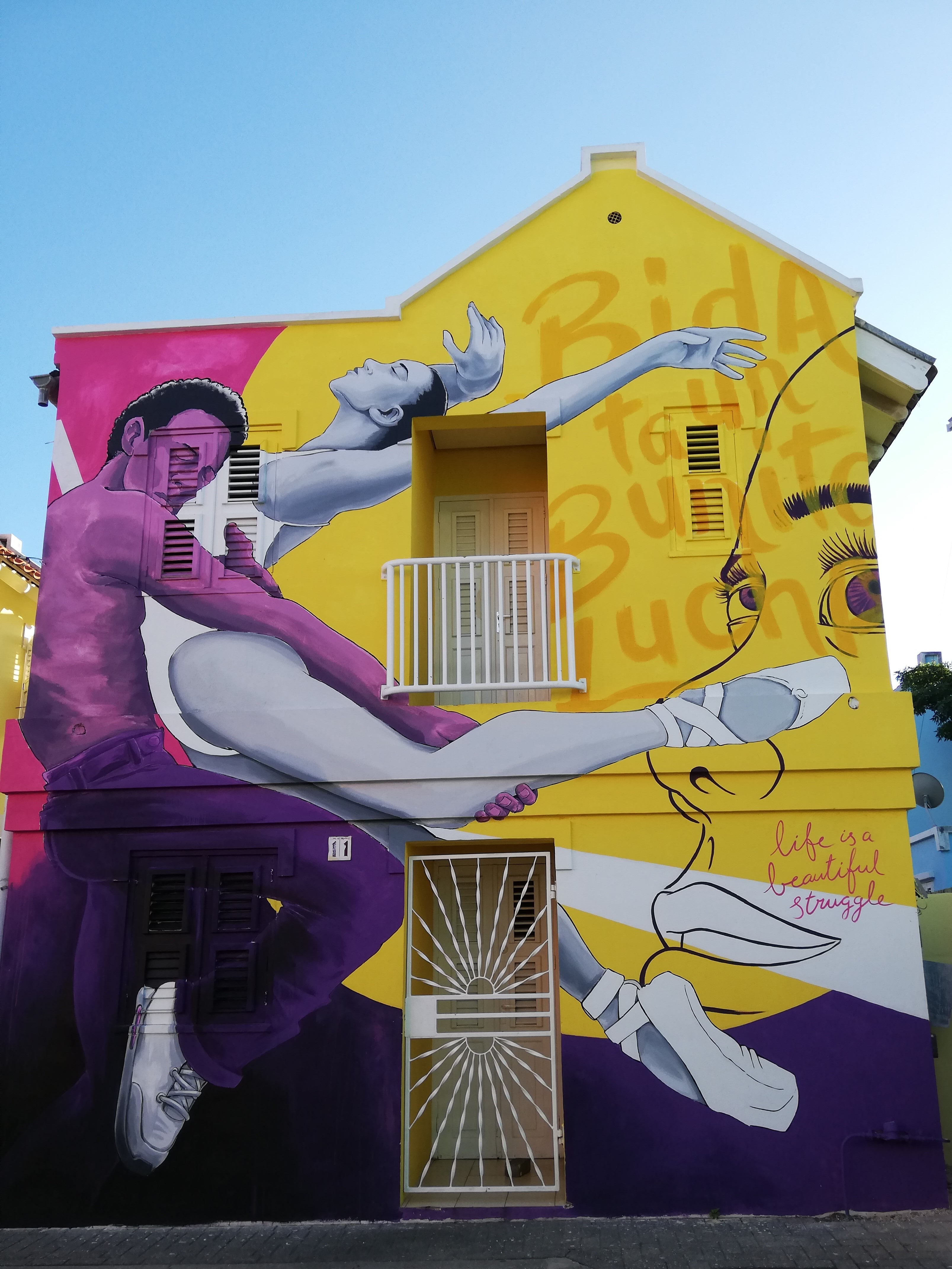
Life is a Beautiful Struggle door Sander van Beusekom
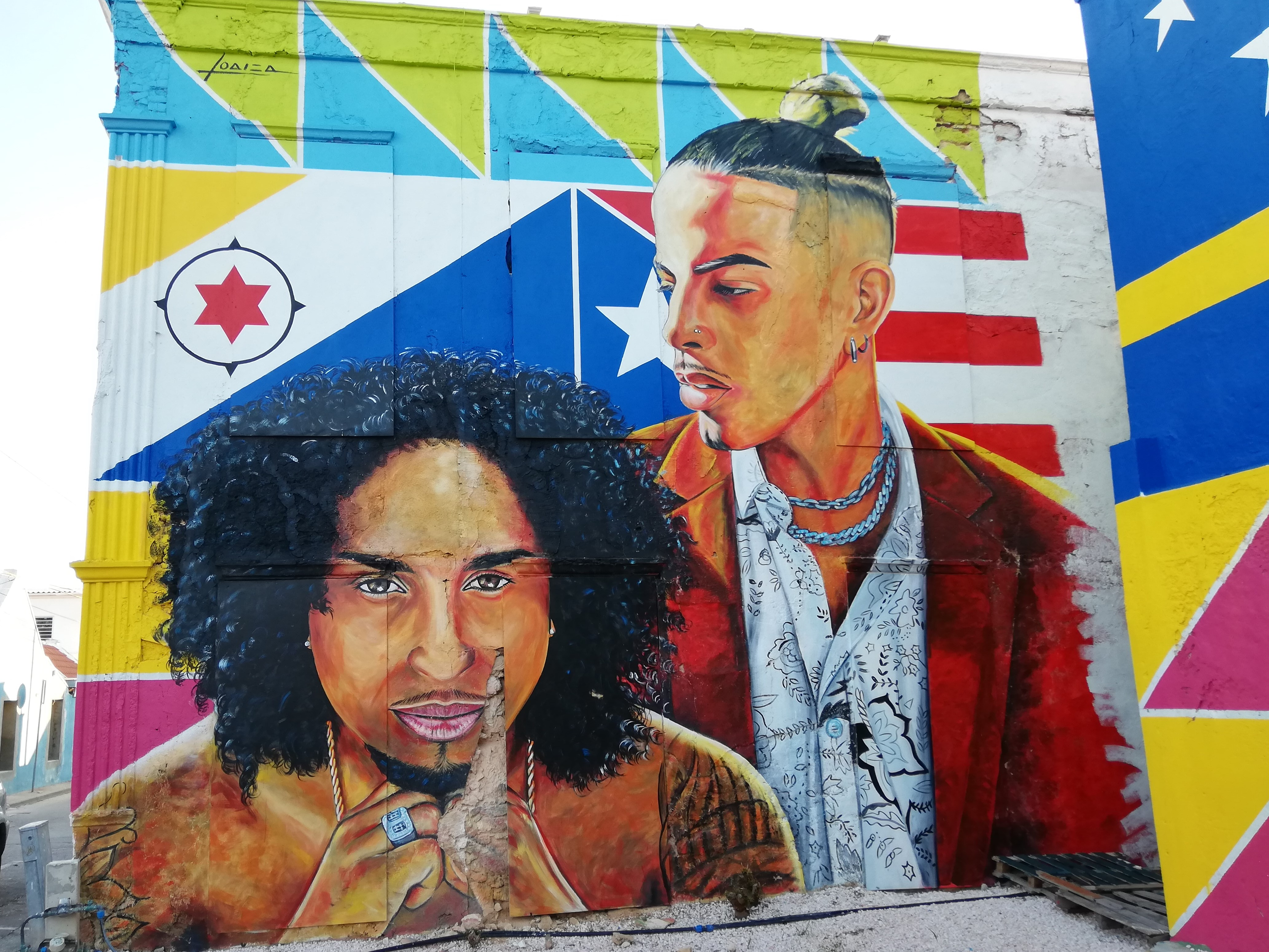
Ir-Sais en Rauw Alejandro door Jhomar Loaiza
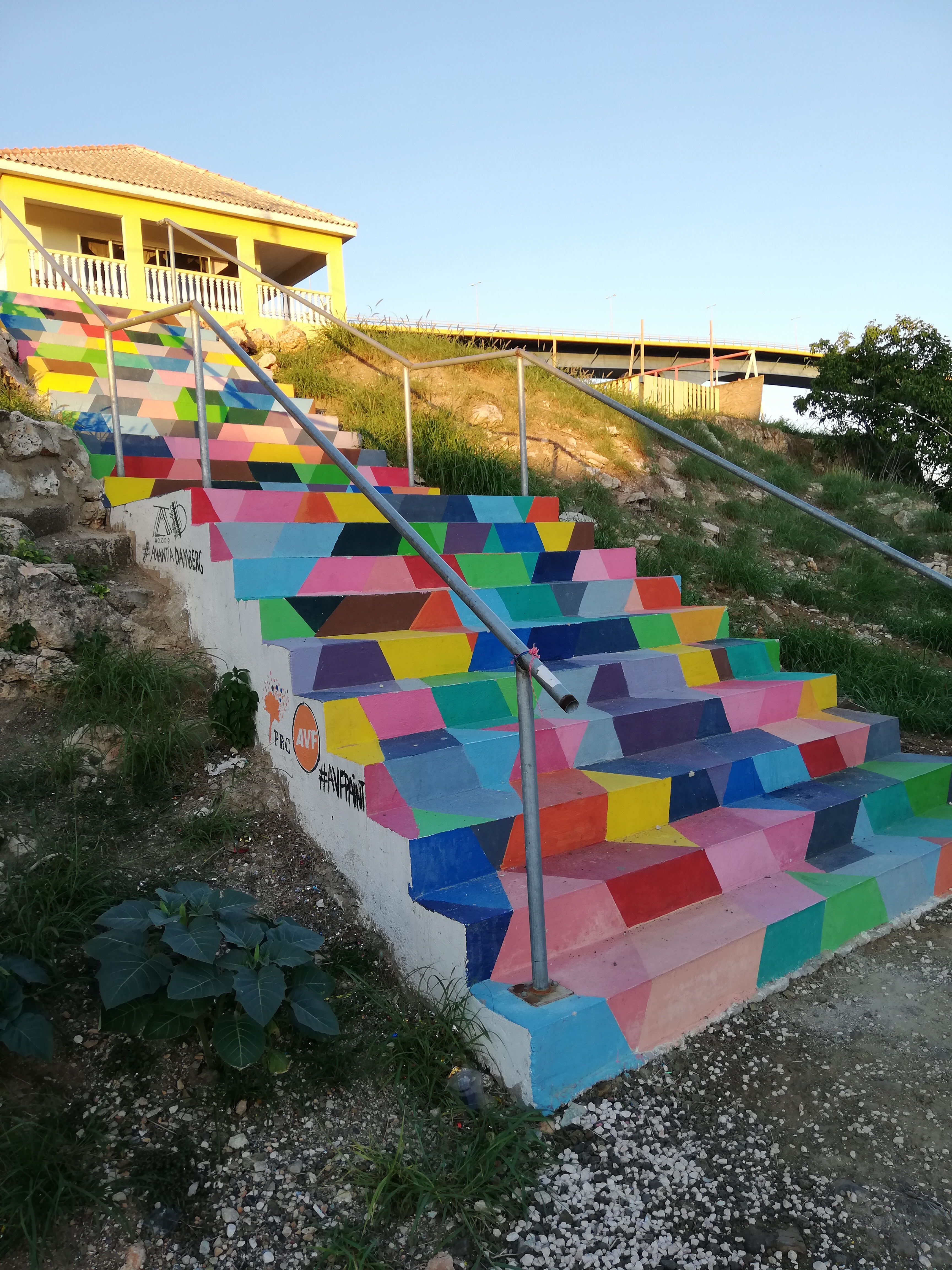
Colourful steps of Otrobanda door Avantia Damberg
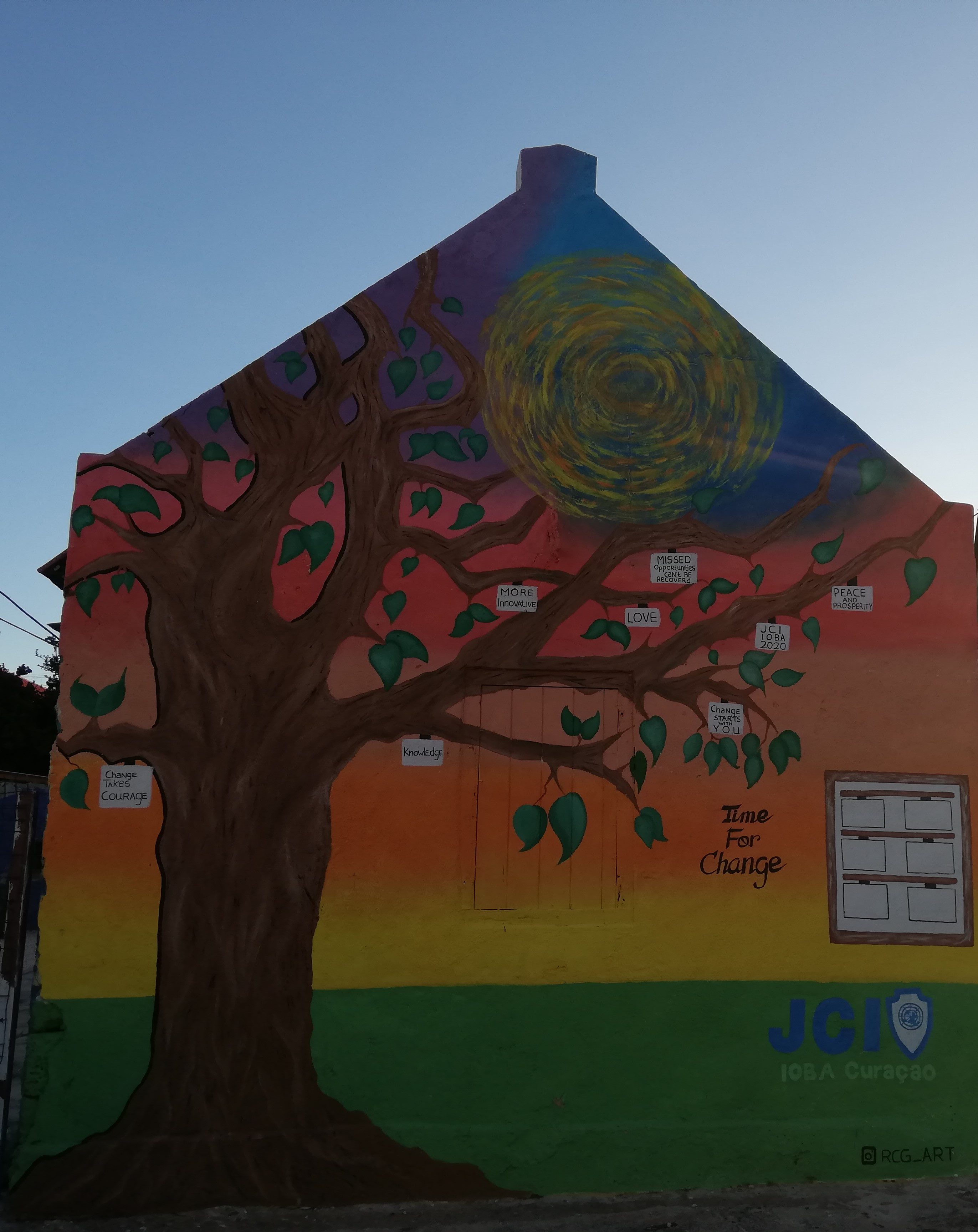
Muurschildering door Riba Chill Gwn art
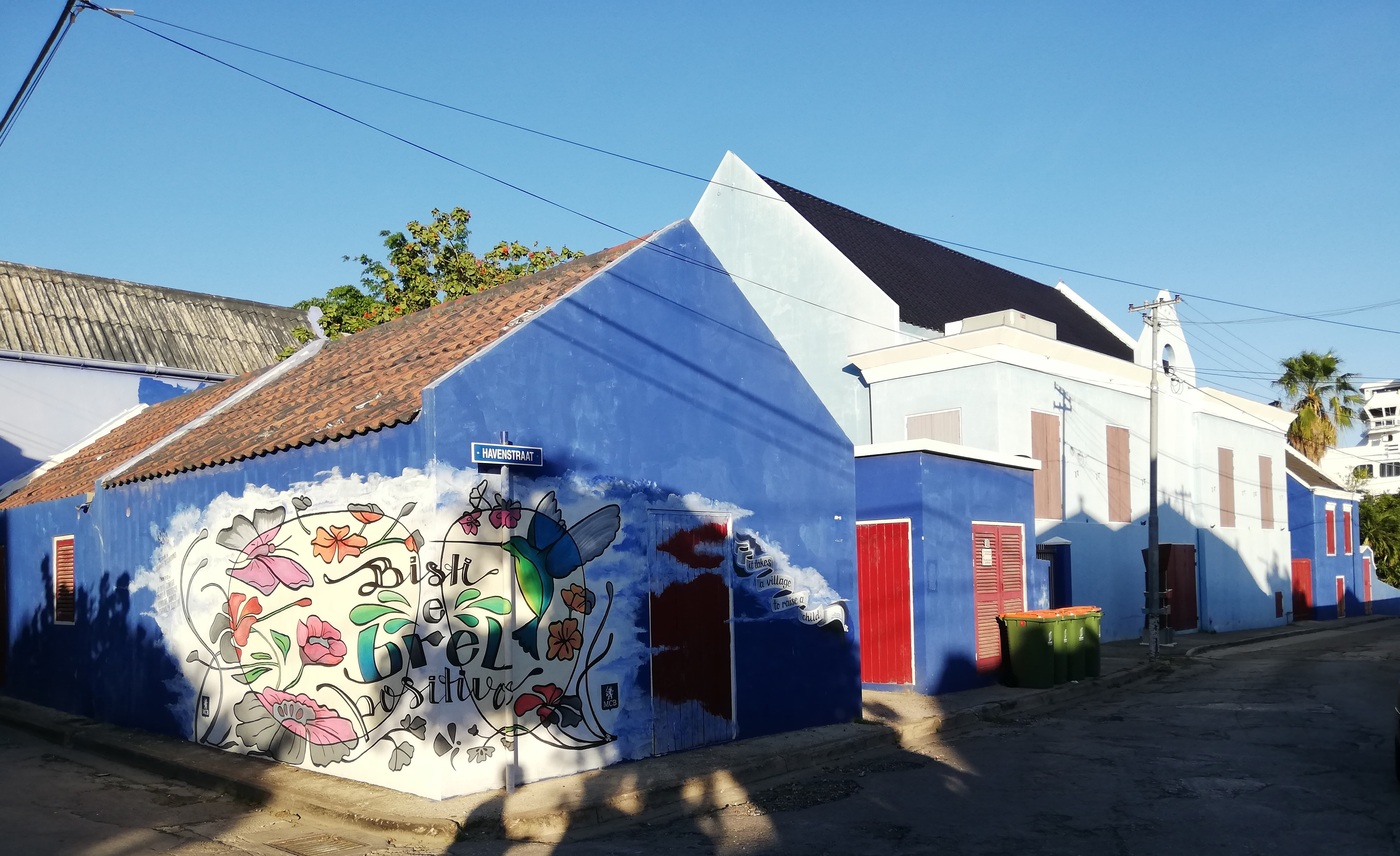
Bisti e Brel Positivo door Irsaidy Recordino
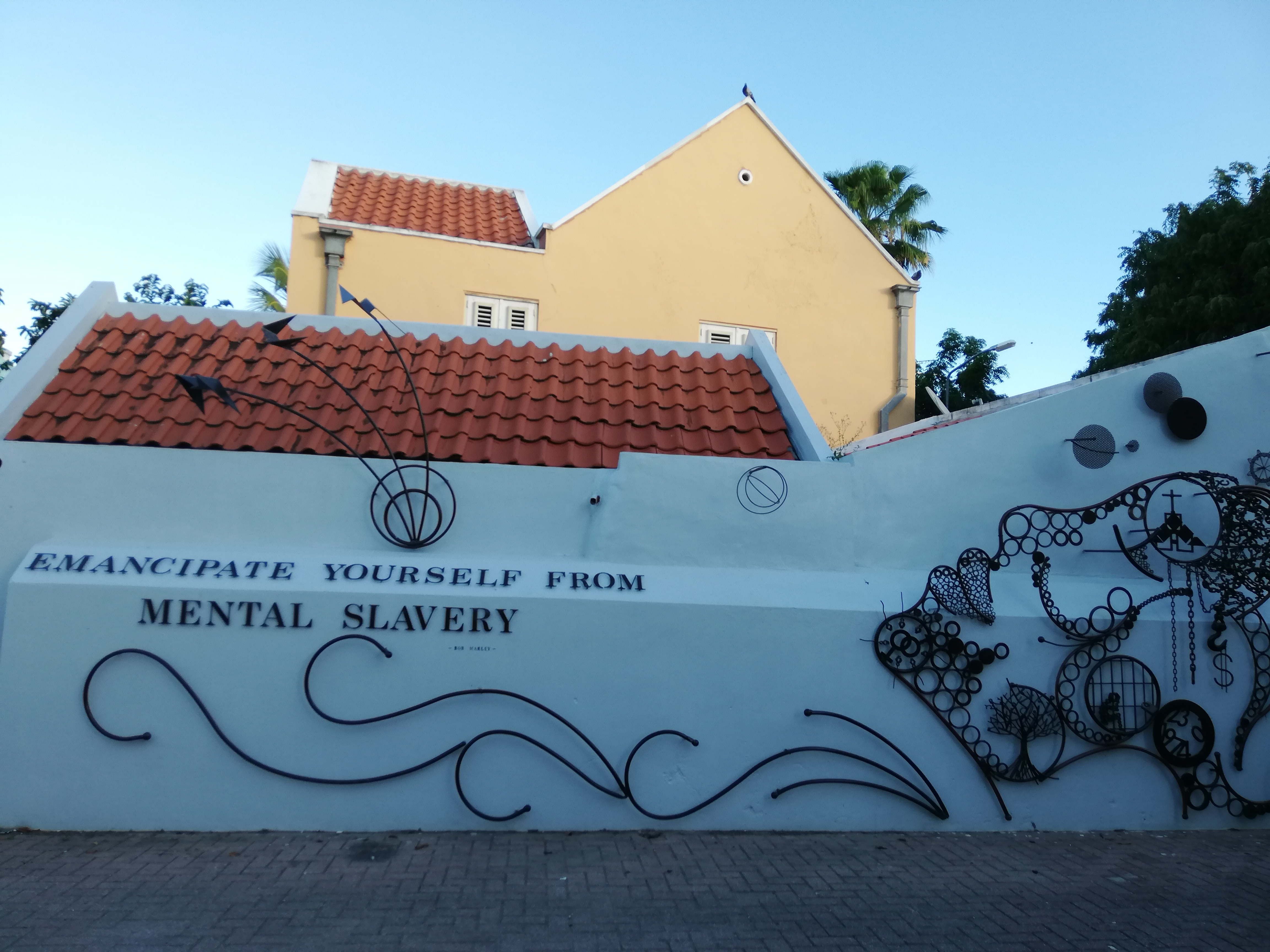
Emancipate yourself from mental slavery door Giovanni Abath
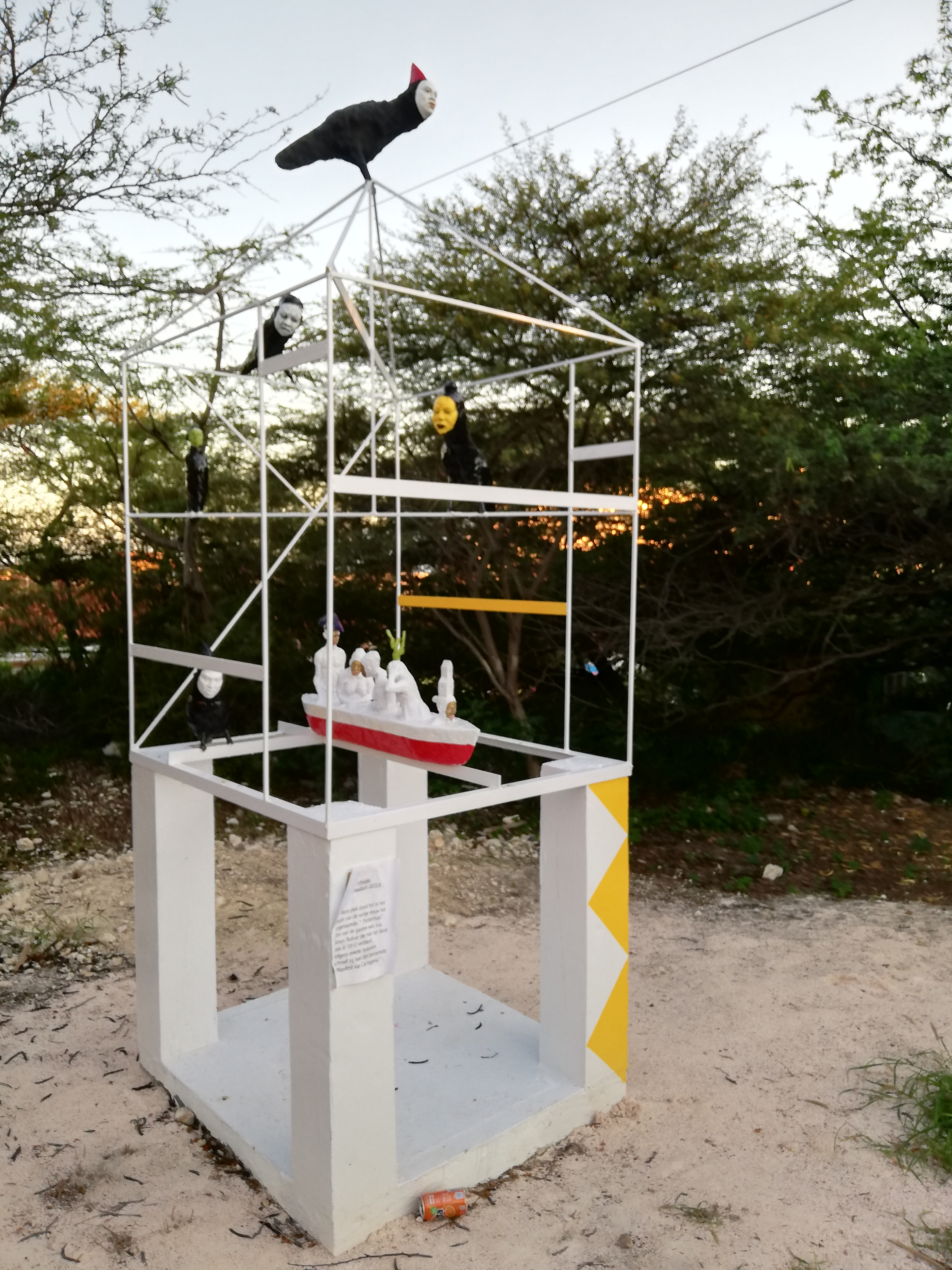
Het Plezierhuis door Carlos Blaaker
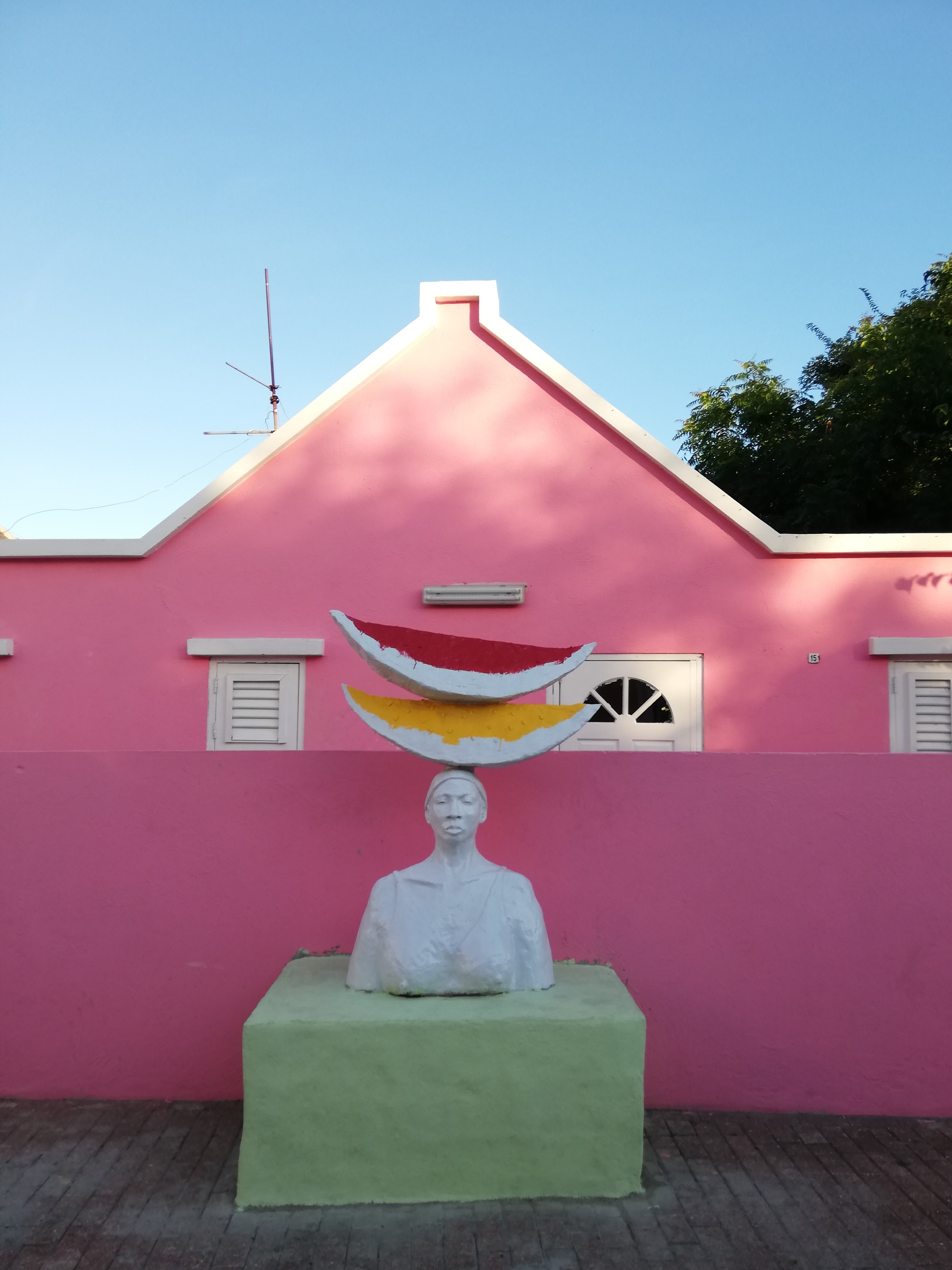
Balanceando con mis cosas door Carlos Blaaker

## Meer streetart
Ook buiten de Kaya Kaya-festivals verschijnen in Willemstad steeds meer muurschilderingen, deels spontaan en deels in opdracht. Verscheidene hiervan zijn gemaakt met de intentie bij te dragen aan bewustwording van maatschappelijke thema's als racisme, neokolonialisme en milieuverontreiniging. In Scharloo wil Street Art Skalo sinds 2016 mensen bij elkaar brengen door middel van kunst. In Punda worden sinds 2020 de ramen van leegstaande panden versierd met muurschilderingen. Op muren van scholen, buurtcentra en sportcomplexen worden onder meer portretten aangebracht van bekende mensen op het gebied van sport, cultuur en sociale ontwikkeling. Ook op het Pedro Odulio Willems Stadion in Suffisant worden muurschilderingen aangebracht.
Garrick Marchena is de enige die overal op het eiland muurschilderingen heeft gemaakt. De Surinaamse Roberto Tjon-A-Meeuw heeft onder zijn artiestennaam Tjop Shop op veel locaties muurschilderingen gemaakt met plastic uit de zee en heeft een heel eigen grafische stijl.

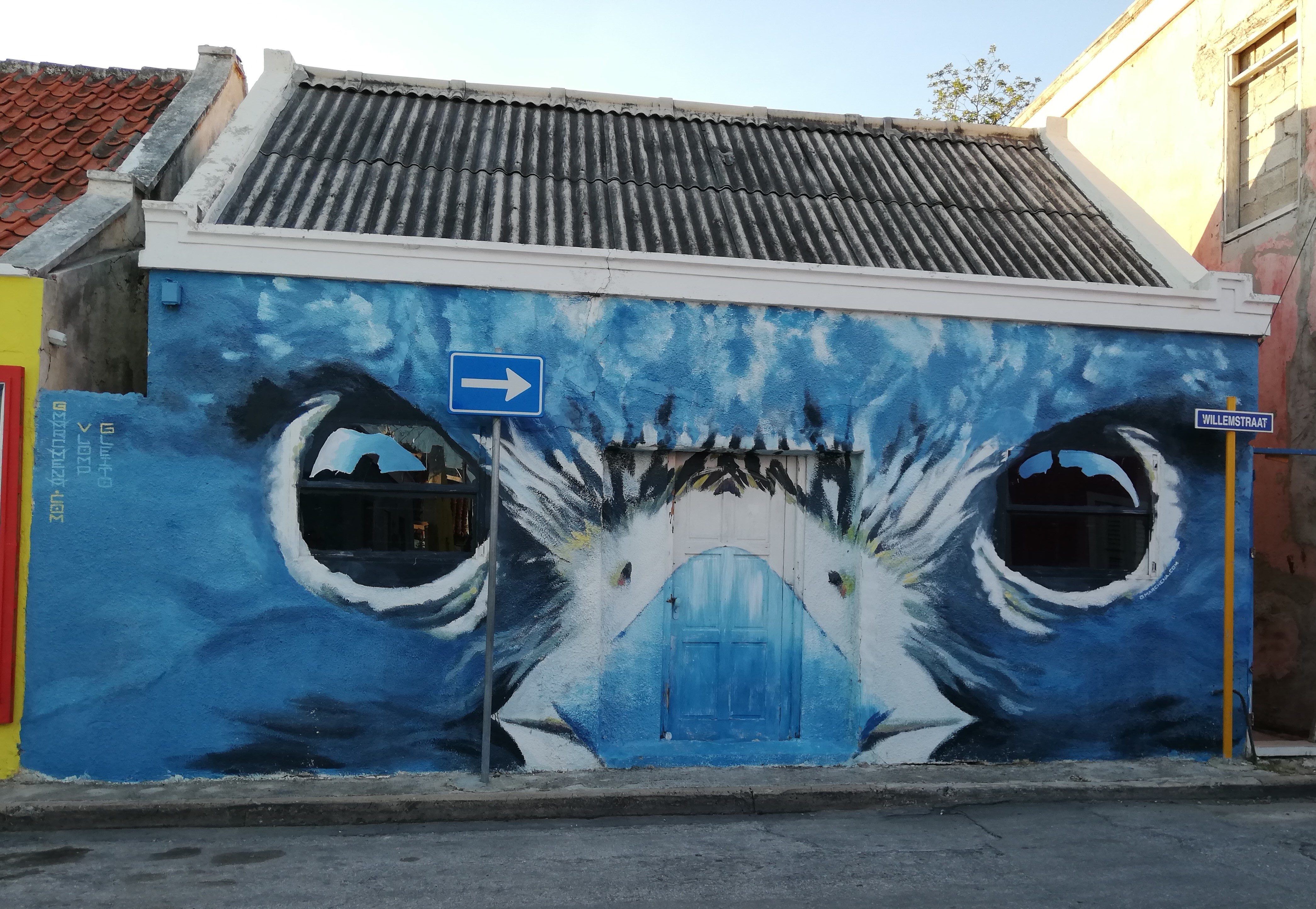
Guardian Eyes door Garrick Marchena in Otrobanda
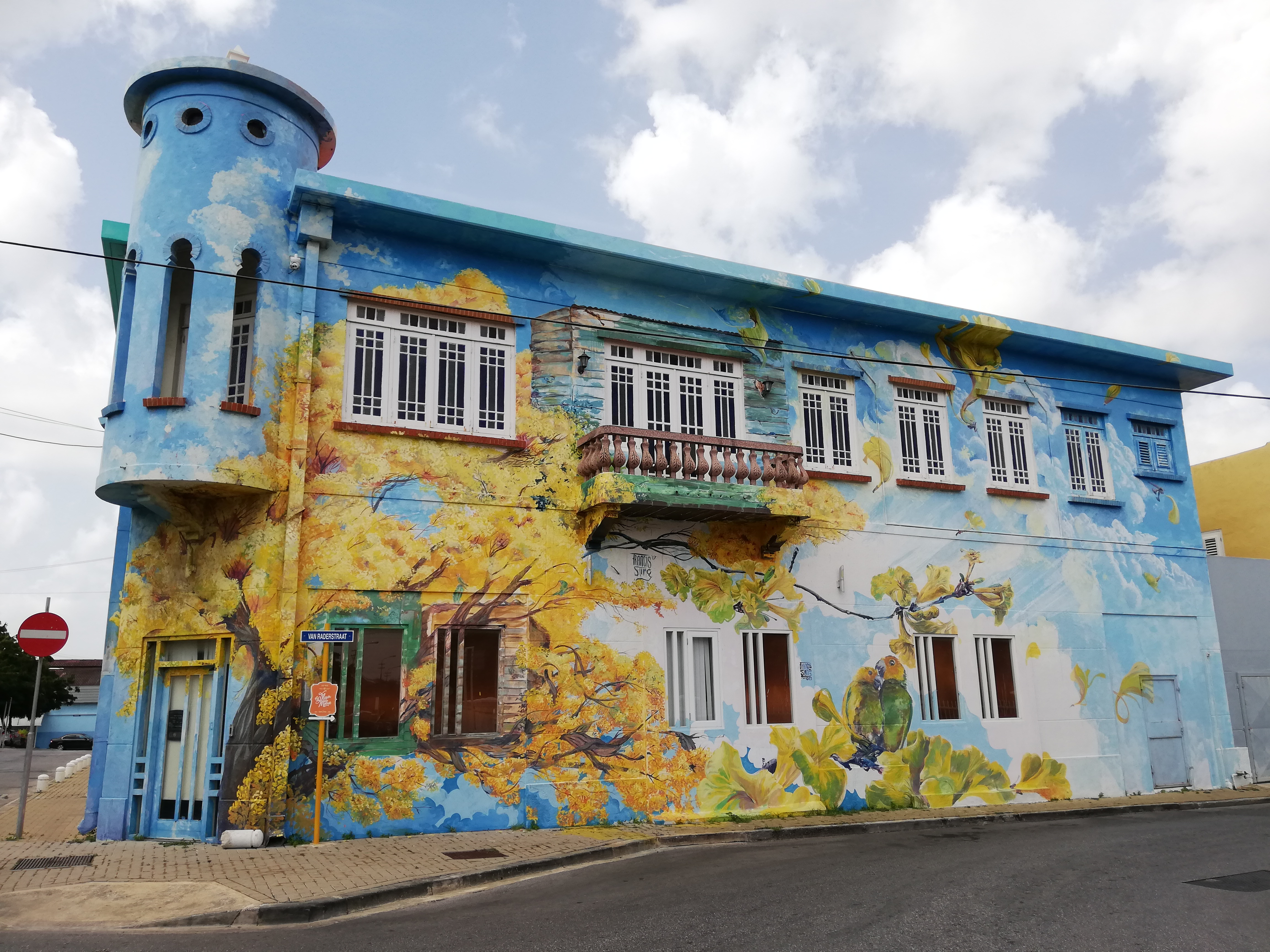
Three o'clock Romance door Francis Sling in Scharloo
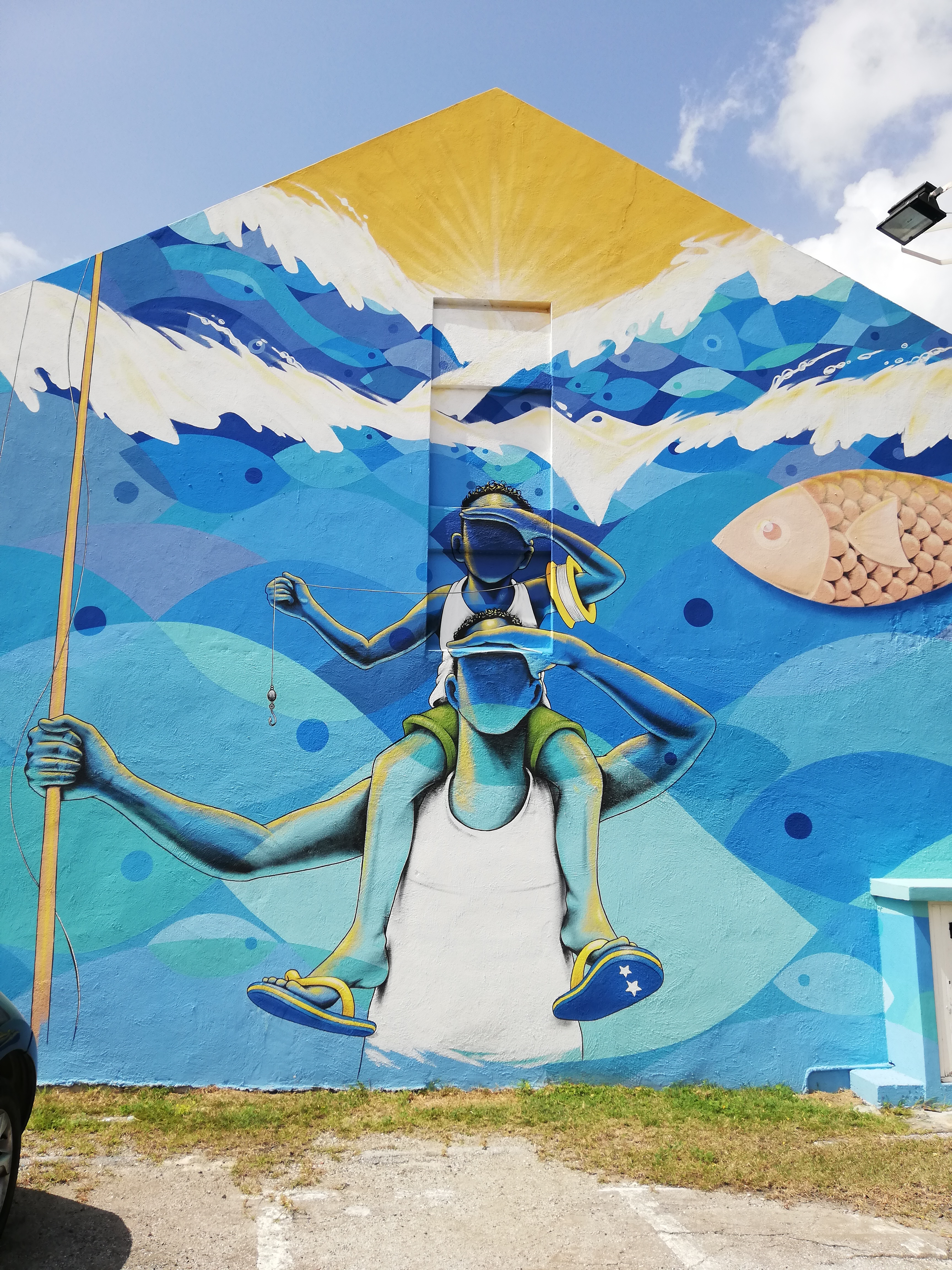
Don't give a Man a Fish, Teach him how to Fish! door Sander van Beusekom in Scharloo
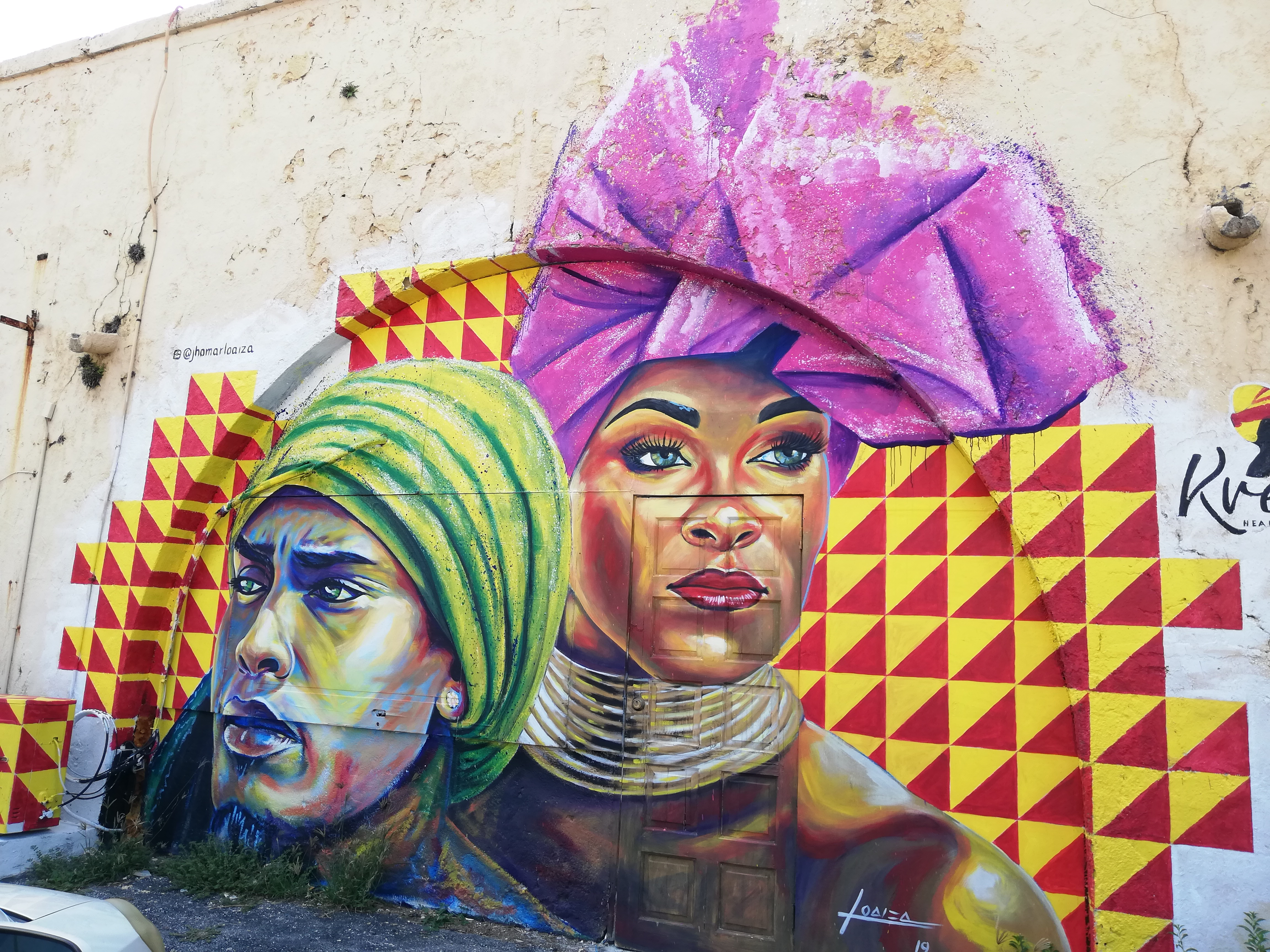
Strong Man, Stronger Woman door Jhomar Loaiza in Punda
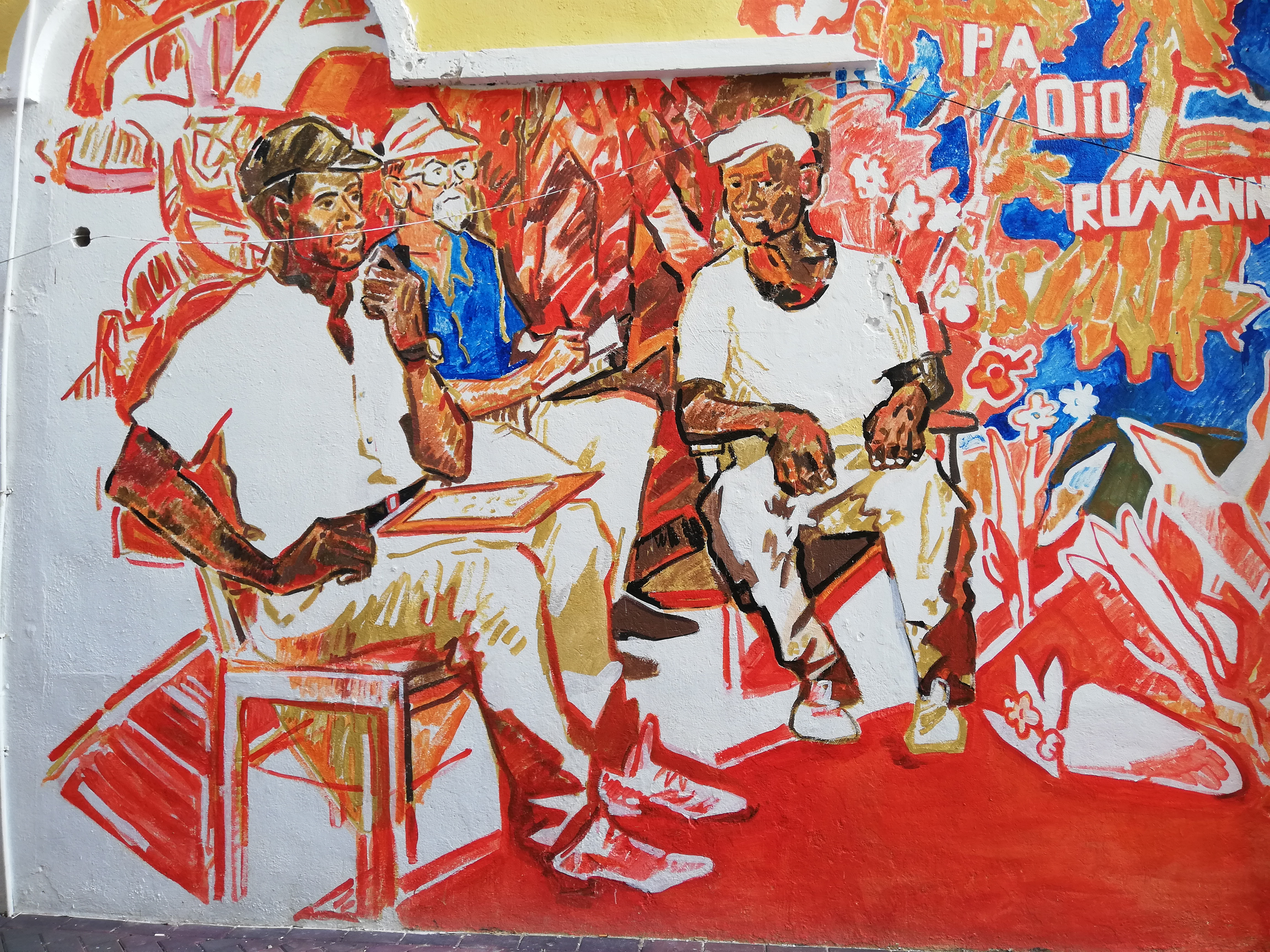
Hidden heroes Pater Paul Brenneker en Elis Juliana door Alena Davidovic in Punda
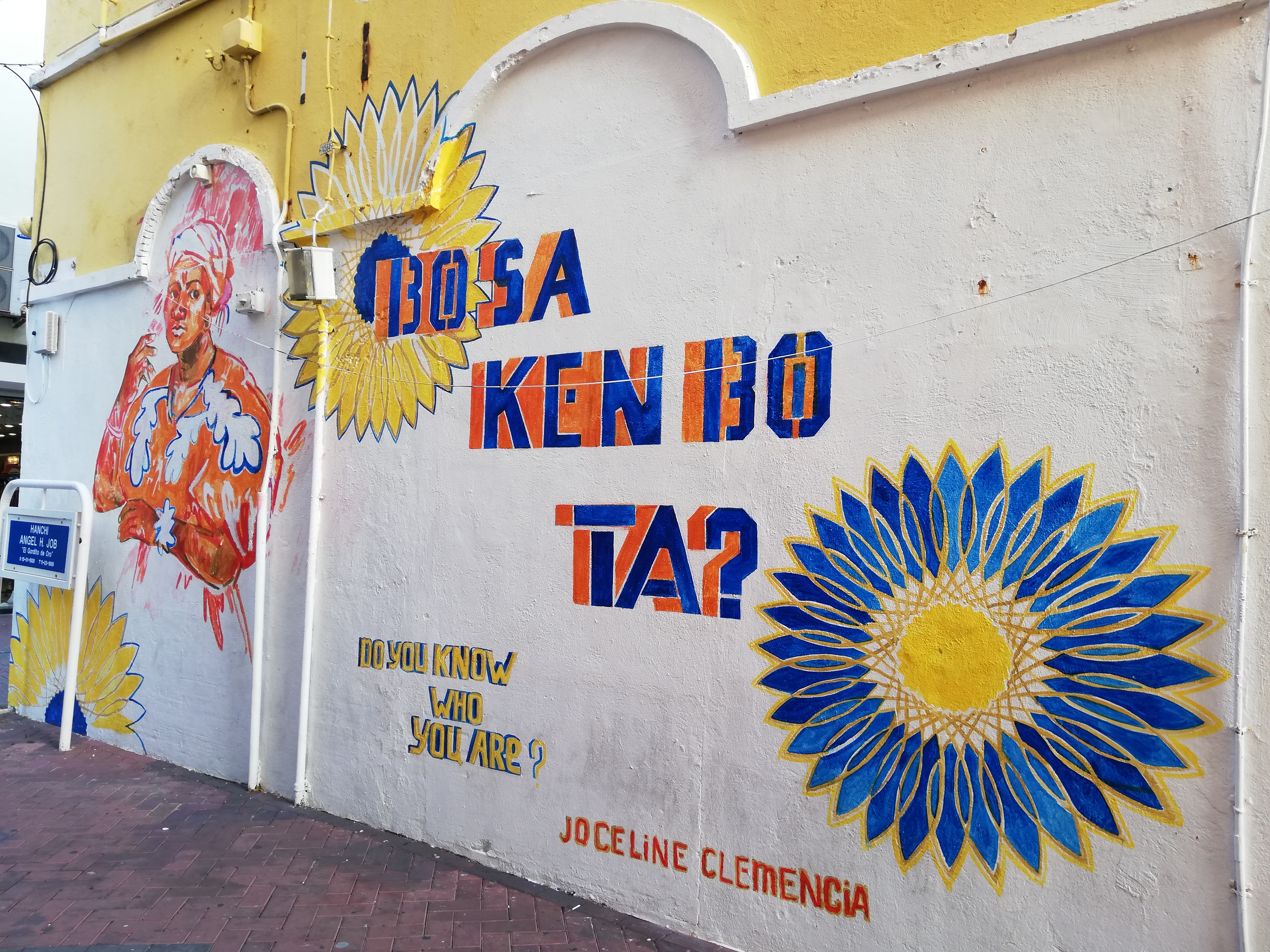
Hidden hero Joceline Clemencia door Alena Davidovic in Punda
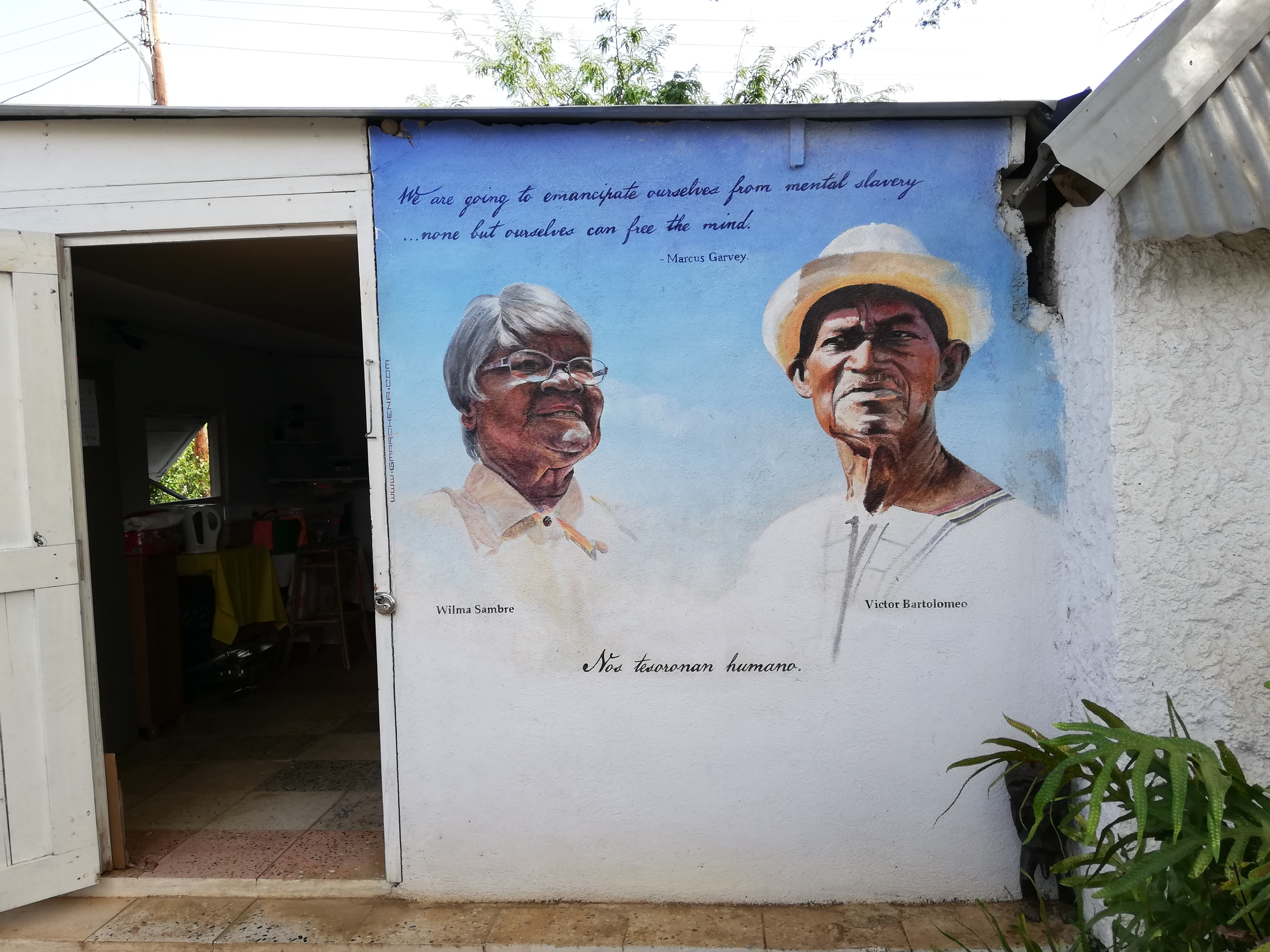
Forever Legends door Garrick Marchena in het museum Kas di Pal'i Maishi
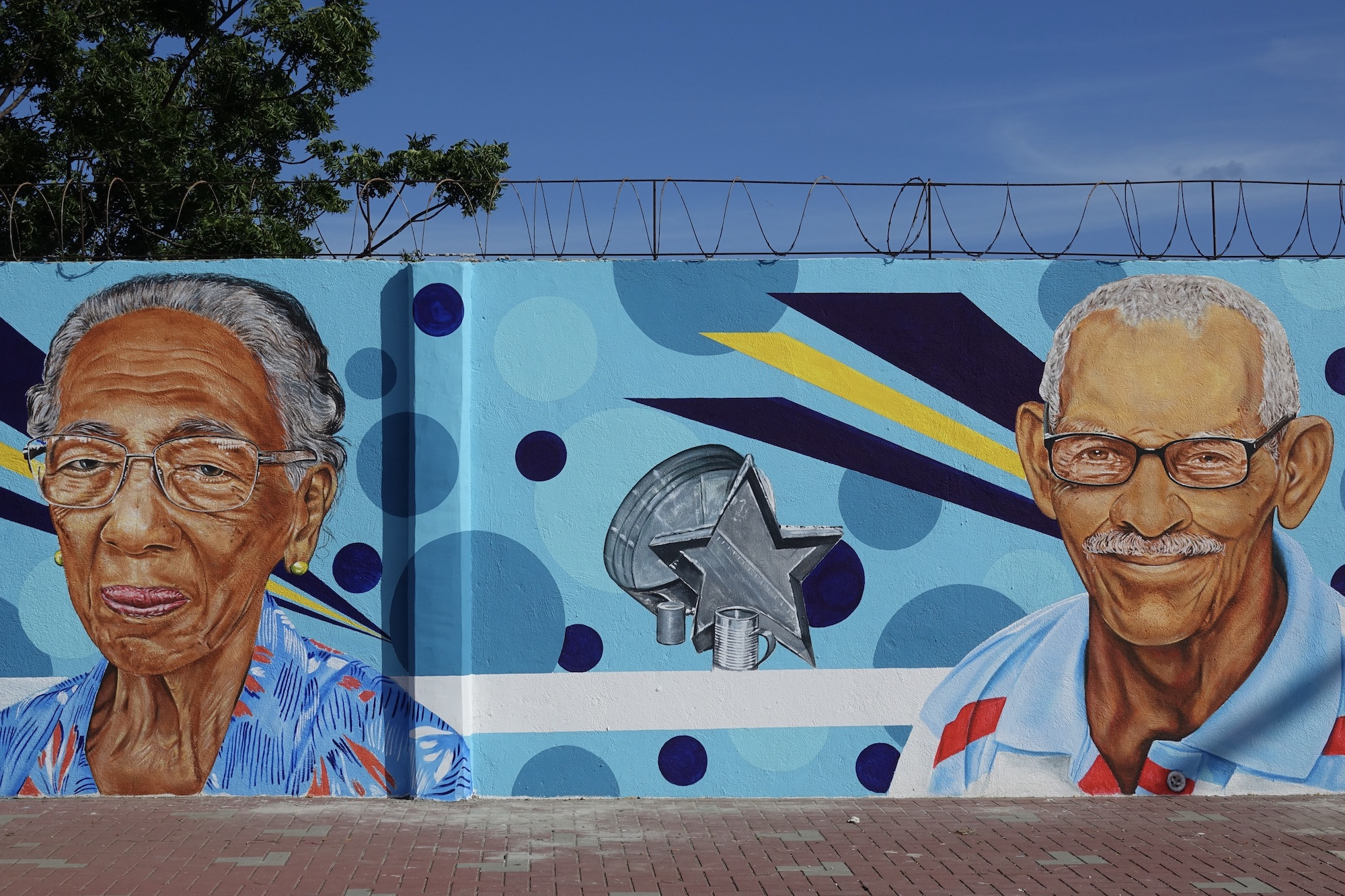
Werk van Jhomar Loaiza in Suffisant
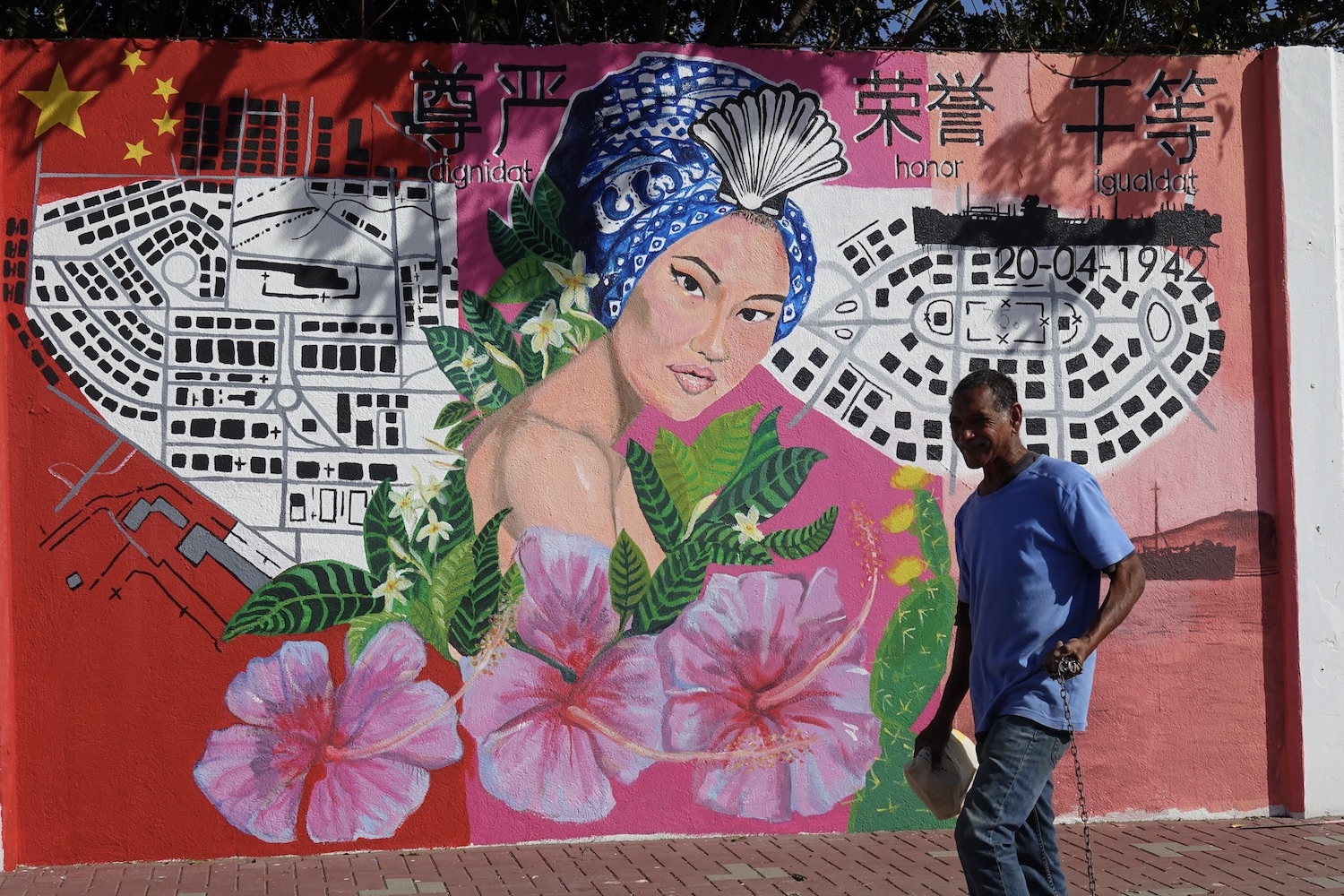
Werk van Avantia Damberg in Suffisant
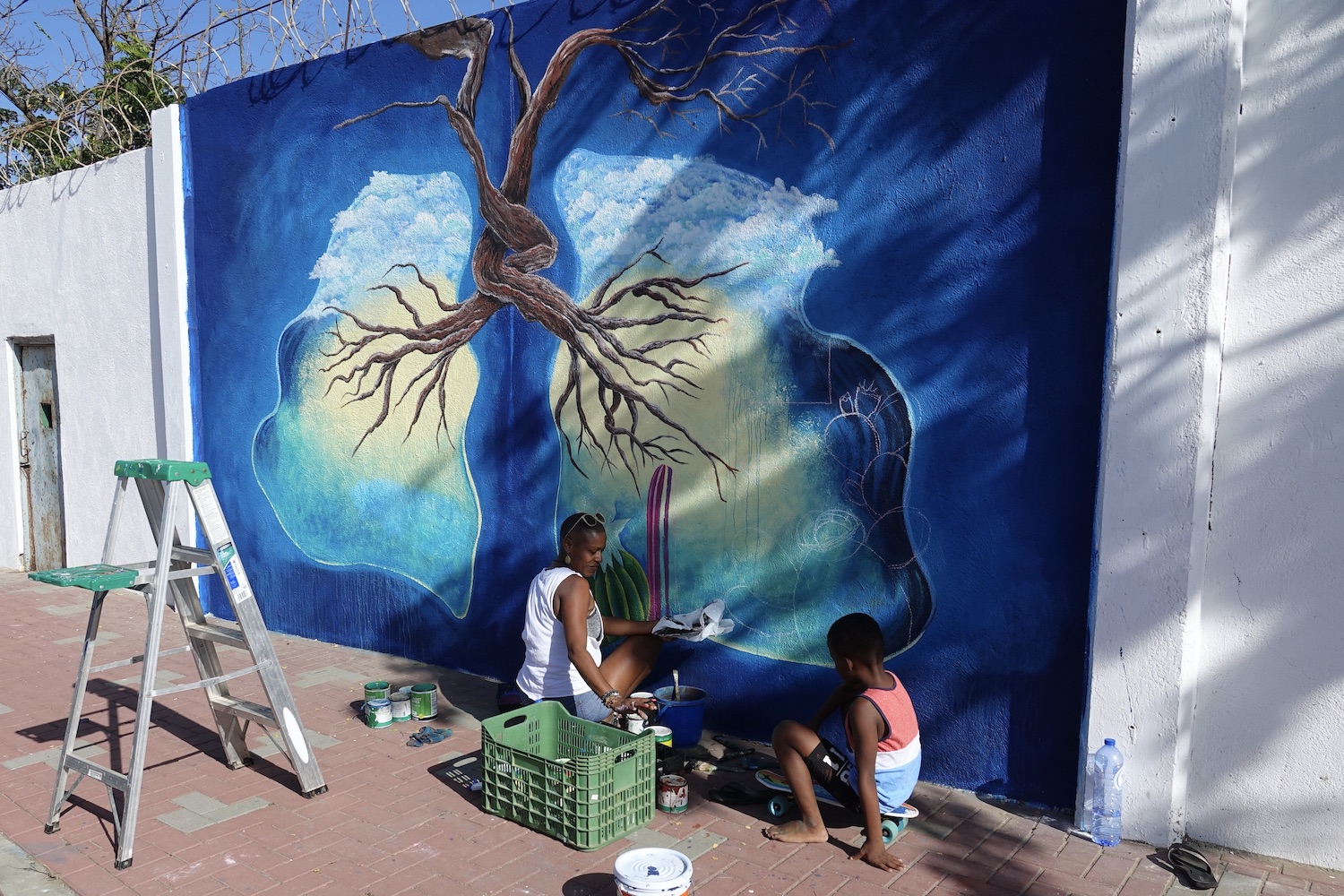
Werk van Yrzah Eisden in Suffisant
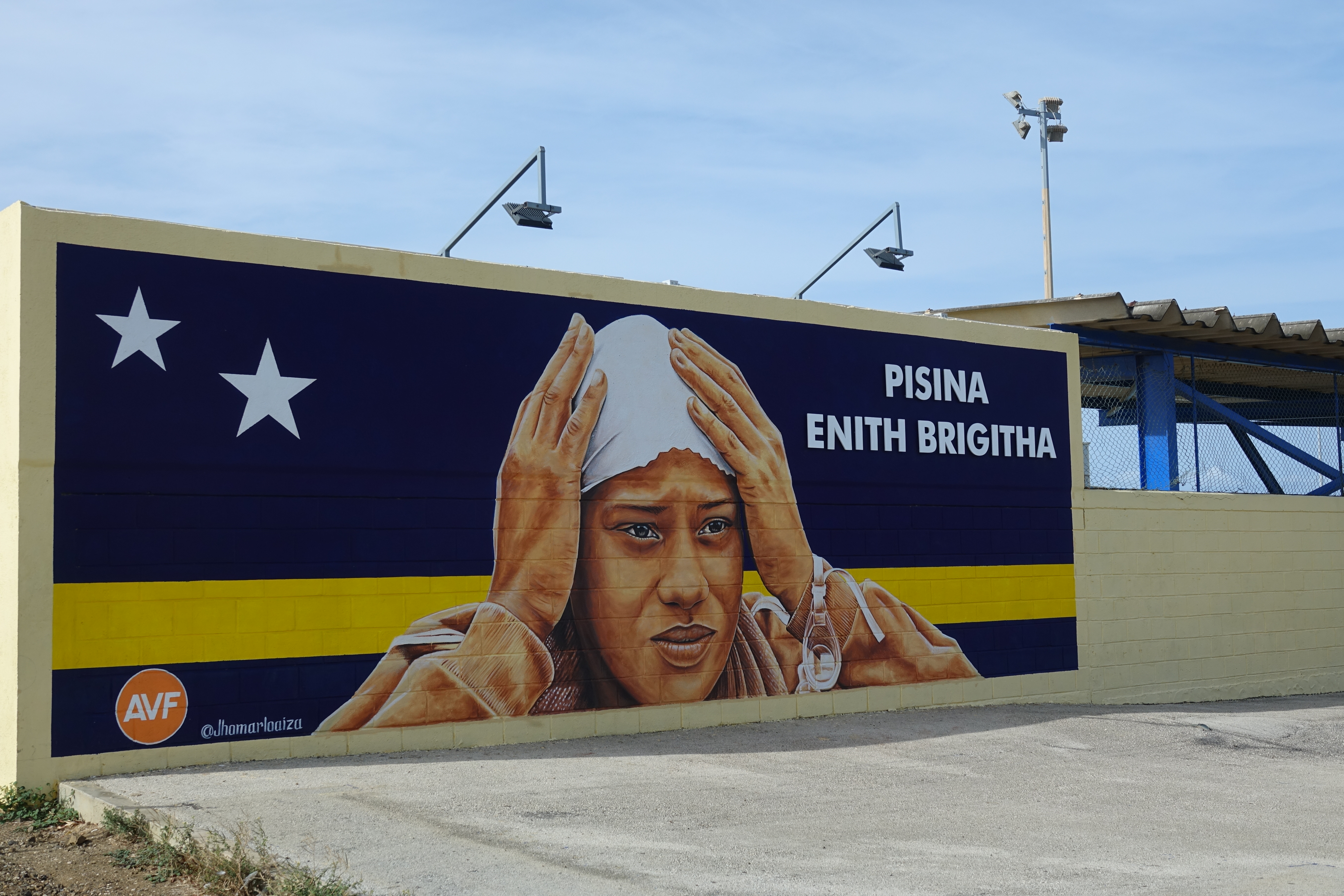
Portret van Enith Brigitha door Jhomar Loaiza op het Sentro Deportivo Kòrsou
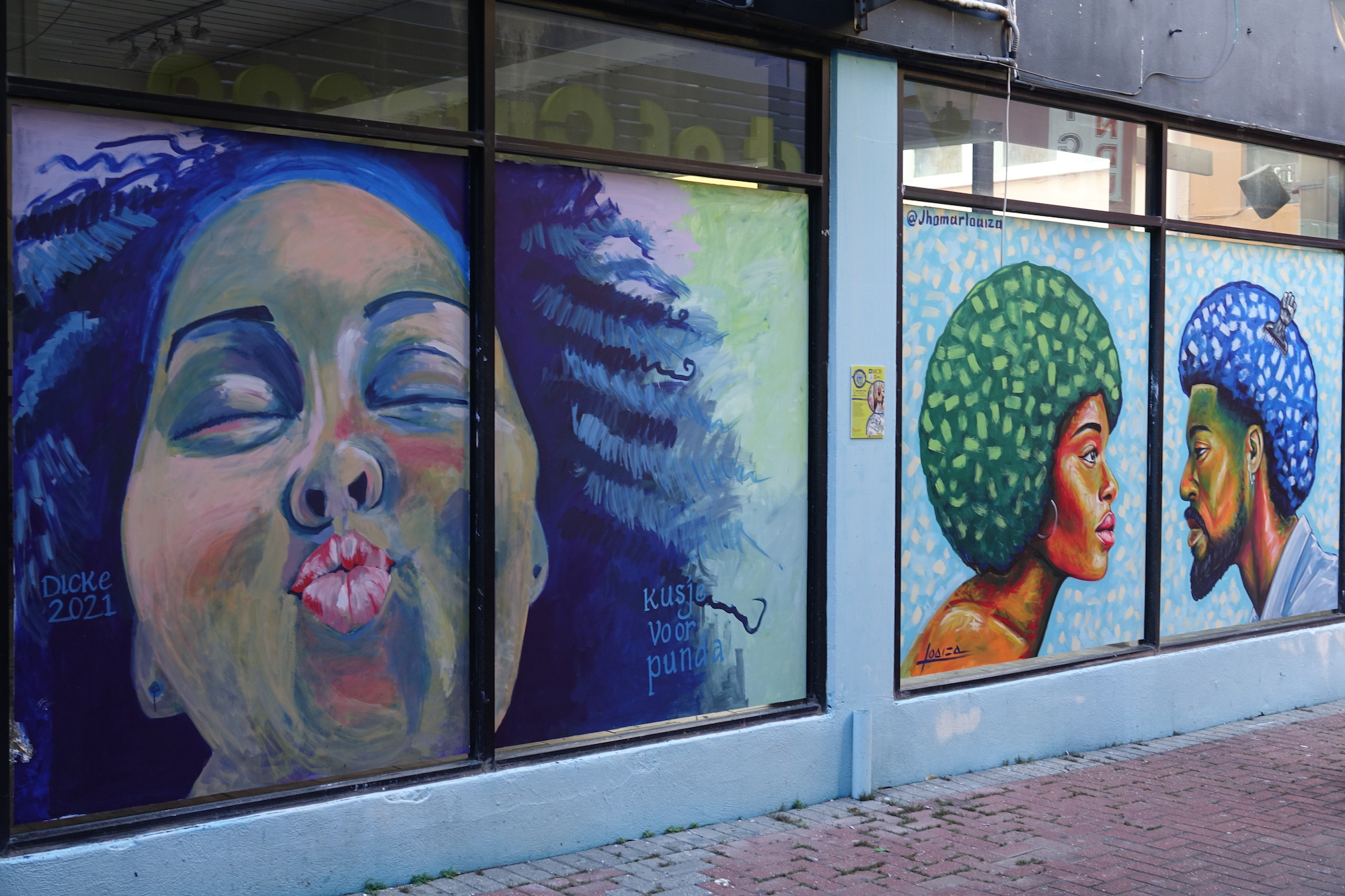
Werk van Annemieke Dicke en Jhomar Loaiza, Punda window art project
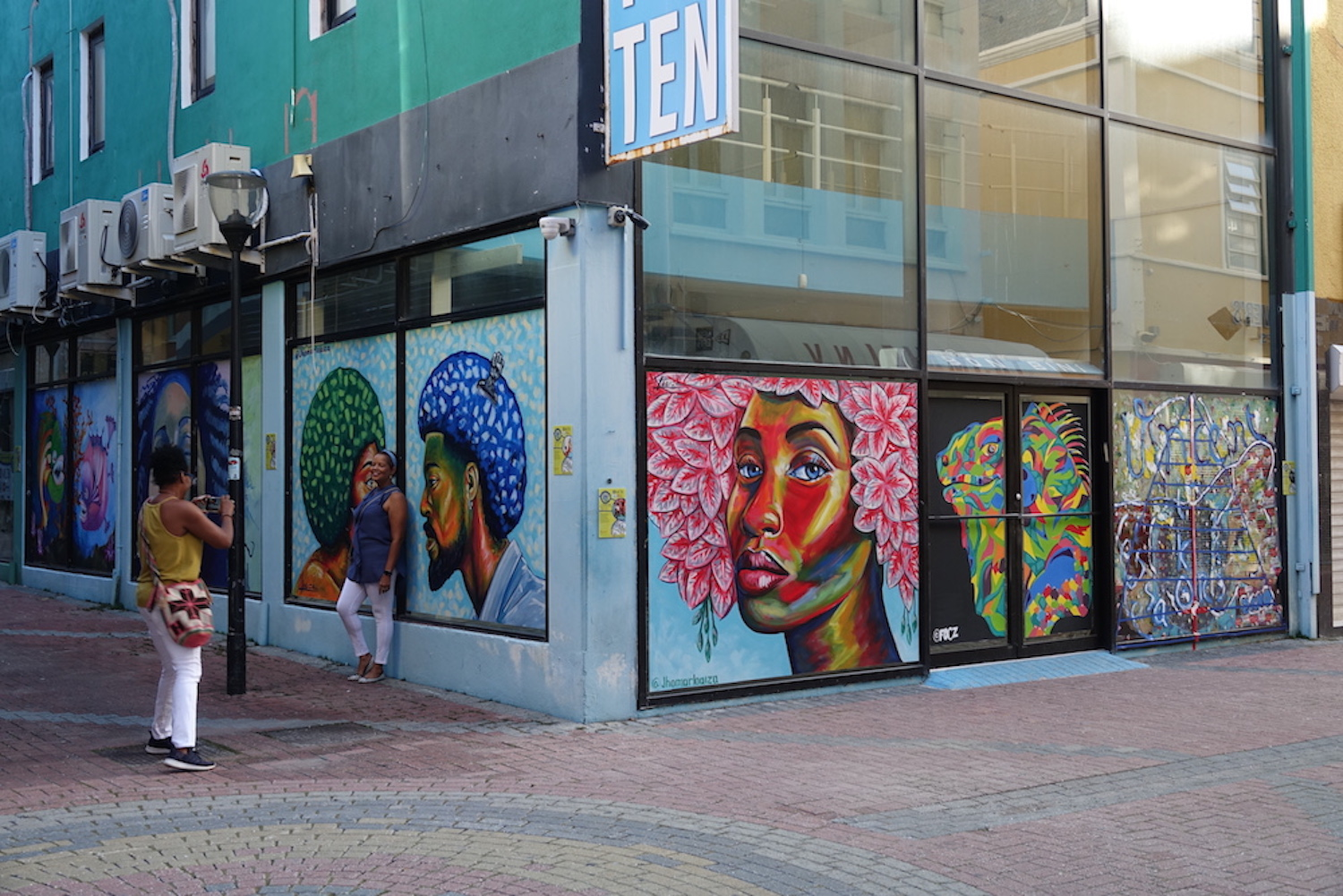
Werk van Jhomar Loaiza en anderen, Punda window art project
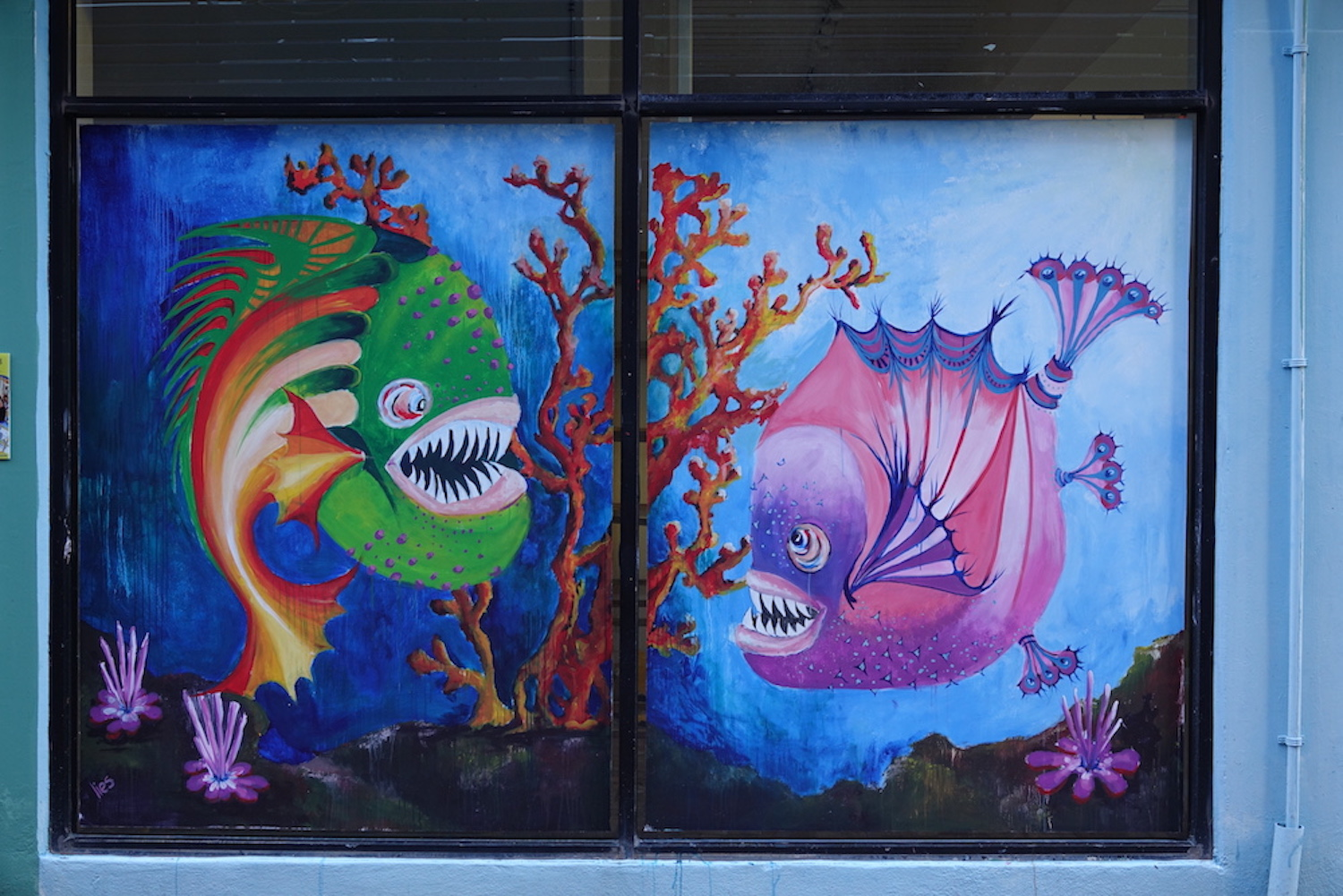
Werk van Anna Lies Bruens, Punda window art project
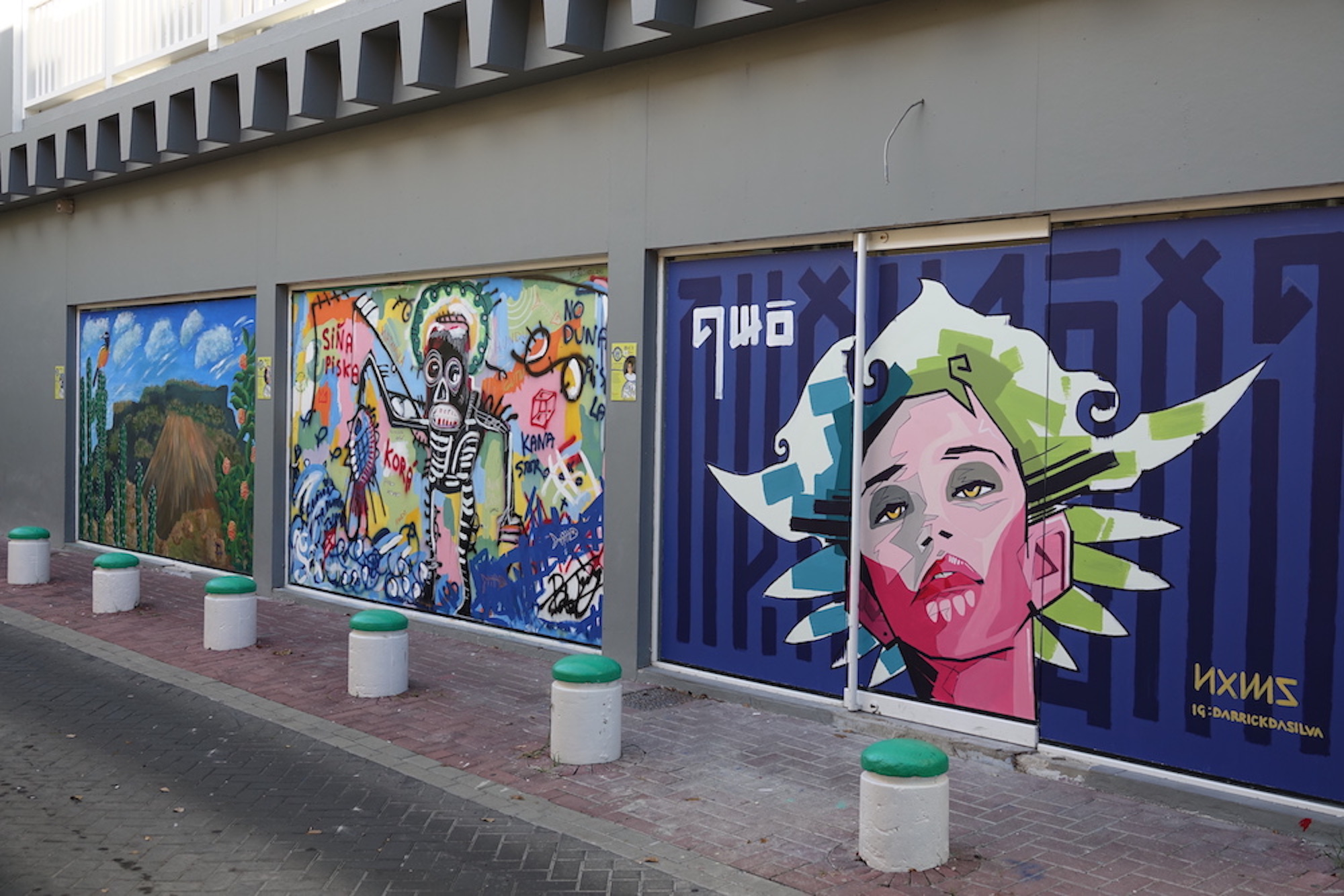
Werk van Darrick Da Silva, Boudino de Jong en Sigdia Lomp, Punda window art project